# بخش ویرجینیا (شهرستان کوشوکتون، اوهایو)
بخش ویرجینیا (به انگلیسی: Virginia Township) یک منطقهٔ مسکونی در ایالات متحده آمریکا است که در شهرستان کوشاکتن، اوهایو واقع شده‌است.
 بخش ویرجینیا ۶۴٫۹ کیلومتر مربع مساحت و ۵۹۶ نفر جمعیت دارد و ۲۴۵ متر بالاتر از سطح دریا واقع شده‌است.